# Meczet Şehzade
Meczet Şehzade, Meczet Książęcy (tur. Şehzade Camii) – meczet z połowy XVI wieku w Stambule w Turcji, zaprojektowany przez Sinana, przy którym pochowano m.in. księcia Mehmeda i Rüstema Paszę.

## Historia
Po nagłej śmierci księcia Mehmeda na ospę (1543 rok) pochowano go w mihrabie, a następnie w latach 1543–1548 z polecenia Sulejmana Wspaniałego wzniesiono w tym miejscu meczet według projektu Sinana (który uważał swoje dzieło za przejaw nauki rzemiosła), autora przebudowy meczetu Hagia Sophia. Na skutek ataku bombowego w czerwcu 2016 roku zniszczeniu uległy okna meczetu.
Meczetjest położony się w dzielnicy Fatih. Świątynia znajduje się współcześnie przy alei Şehzadebaşı pod numerem 70. Ruch turystyczny na terenie obiektu jest ograniczony.

## Architektura
Główna część meczetu nakryta kopułą i dziedziniec mają niemal te same proporcje – powstały na planie takich samych kwadatów. Dziedziniec meczetu wzniesiono na planie kwadratu, jest on otoczony arkadami, z wielobocznym szadirwanem pośrodku; woda do meczetu była doprowadzana z akweduktu Walensa osobnym mniejszym akweduktem, dzięki któremu woda płynęła poniżej poziomu gruntu i widok na meczet od północy nie był zasłonięty. W układzie meczetu Hagia Sofia zastosowano symetrię osiową, którą Sinan w projekcie meczetu Şehzade przekształcił w symetrię promienistą opartą o czwórliść.
Dominującym elementem budowli jest centralnie położona kopuła o średnicy 18,42 m wsparta na czterech kolumnach, otoczona przez cztery półkopuły. Takie rozwiązanie zostało wcześniej wykorzystane przy budowie Wielkiego Meczetu w Kahramanmaraş. Łącznie budynek nakrywa 16 kopuł. Budowla jest oflankowana dwoma galeriami. Do wnętrza kompleksu prowadzi 5 wejść, z czego do samego meczetu można wejść trzema drzwiami. Nad wejściem głównym znajduje się napis: Mabed-i Ümmet-i Rasûl-i Mûbin – rok 955. W narożniku meczetu znajduje się zielona kamienna kolumna, tzw. „środek Stambułu”.
We wnętrzu znajdują się cztery duże kolumny i kilka mniejszych. Dekoracje wnętrz stanowią malowidła kaligraficzne, elementy z barwionego szkła oraz mukarnas w przejściach pomiędzy narożnikami. Minbar i mihrab zostały wykonane z marmuru.
Przy meczecie znajdują się dwa minarety z dwoma szerefe w północnowschodnim i północnozachodnim narożniku; taka liczba minaretów symbolizuje władzę. Minarety zdobią płaskorzeźby w kamieniu.
Na külliye składają się m.in. medresa,  mekteb, imaret i pięć grobowców. Türbe księcia Mehmeda projektu Sinana znajduje się bezpośrednio za meczetem. Jest wzorowany na grobowcu Selima I Groźnego, stanowi ośmioboczny graniastosłup o średnicy 9,20 m nakryty kopułą, z tetrastylowym portykiem z różowego porfiru i ofikalcytu. Türbe Rüstema Paszy położony od niego na lewo jest również ośmioboczny i nakryty kopułą, również projektu Sinana.

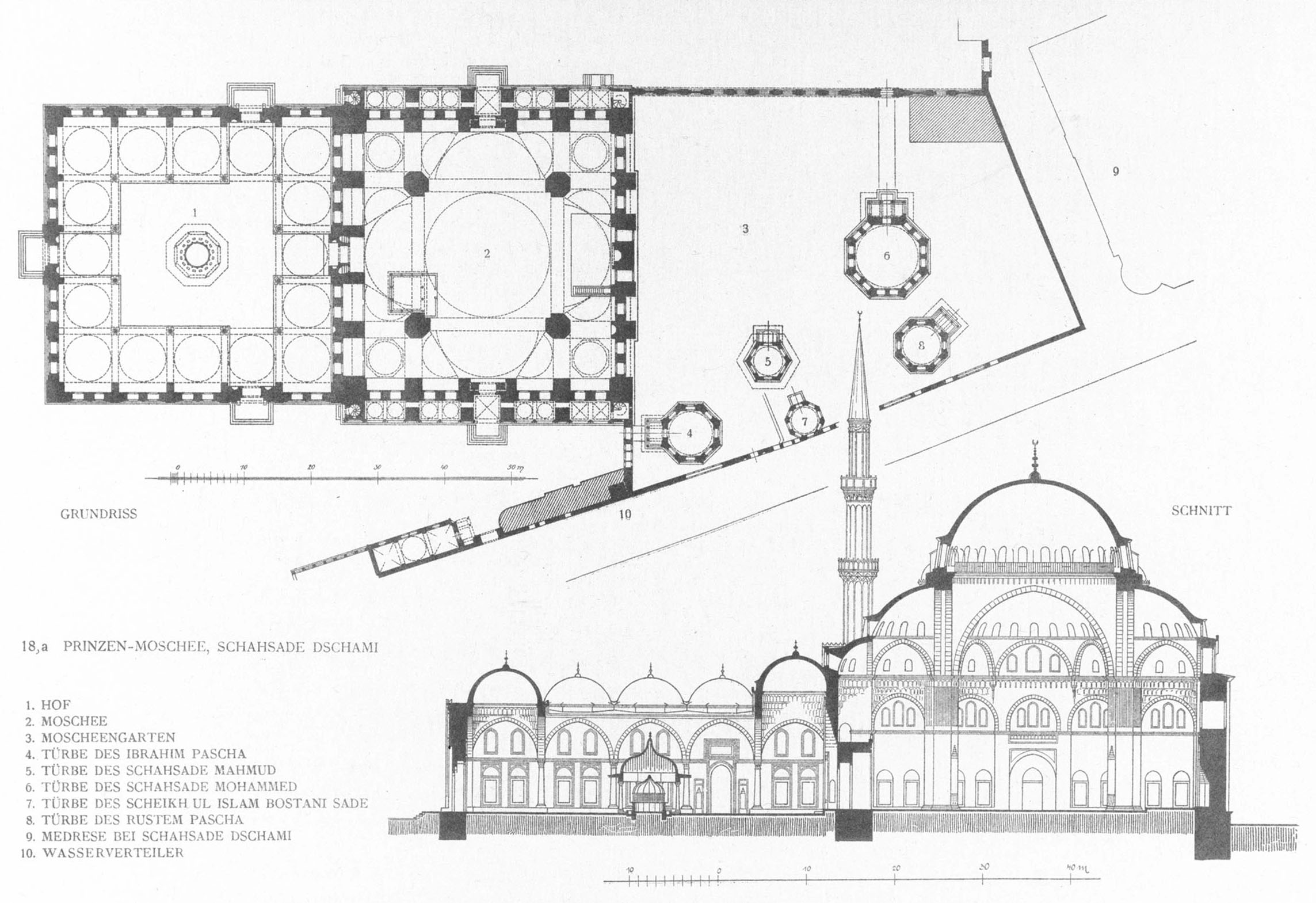
Przekrój i plan meczetu (1912)
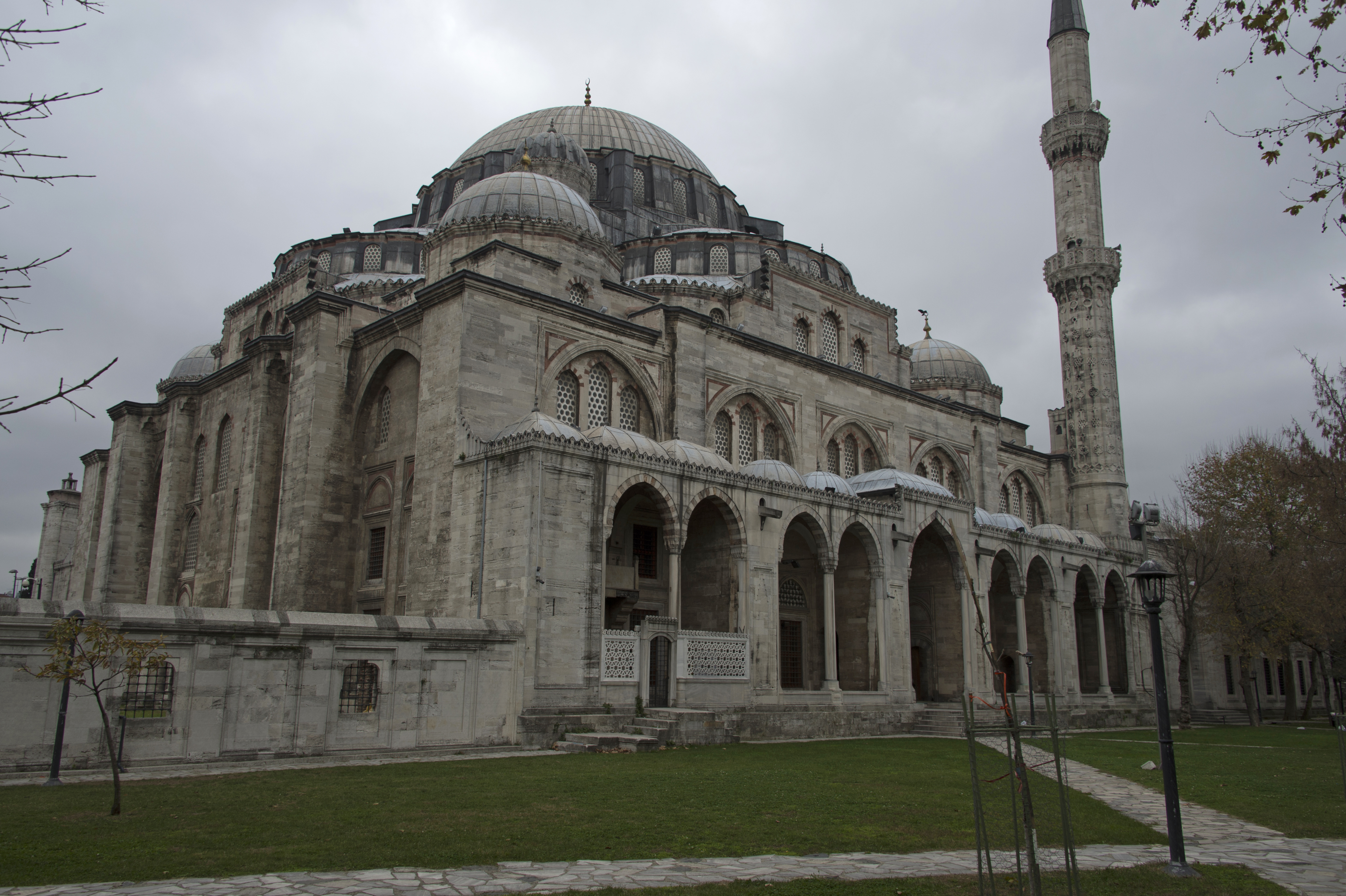
Widok z ogrodu (2015)
- Wnętrze (film, 2017)
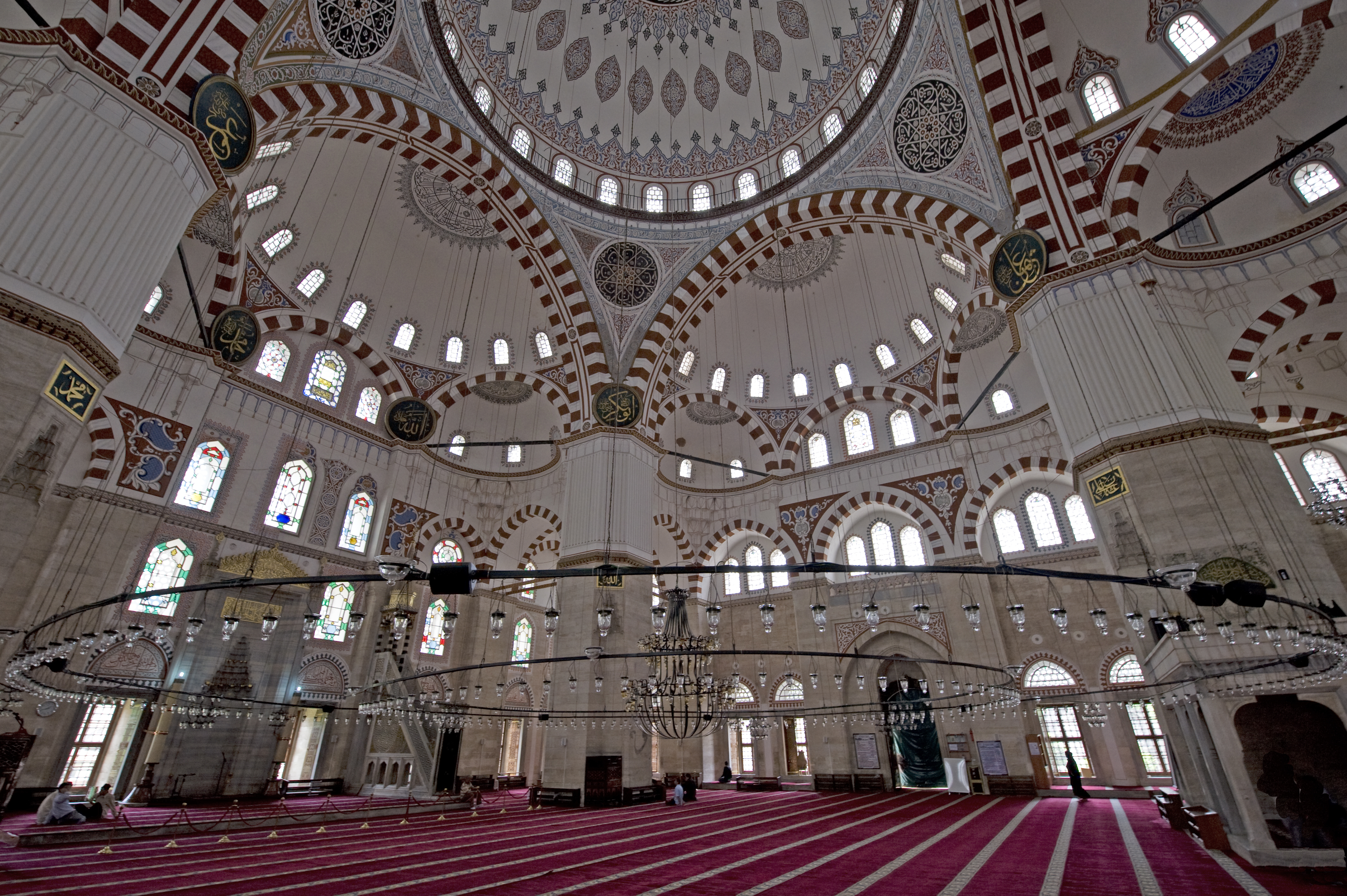
Główna sala (2008)
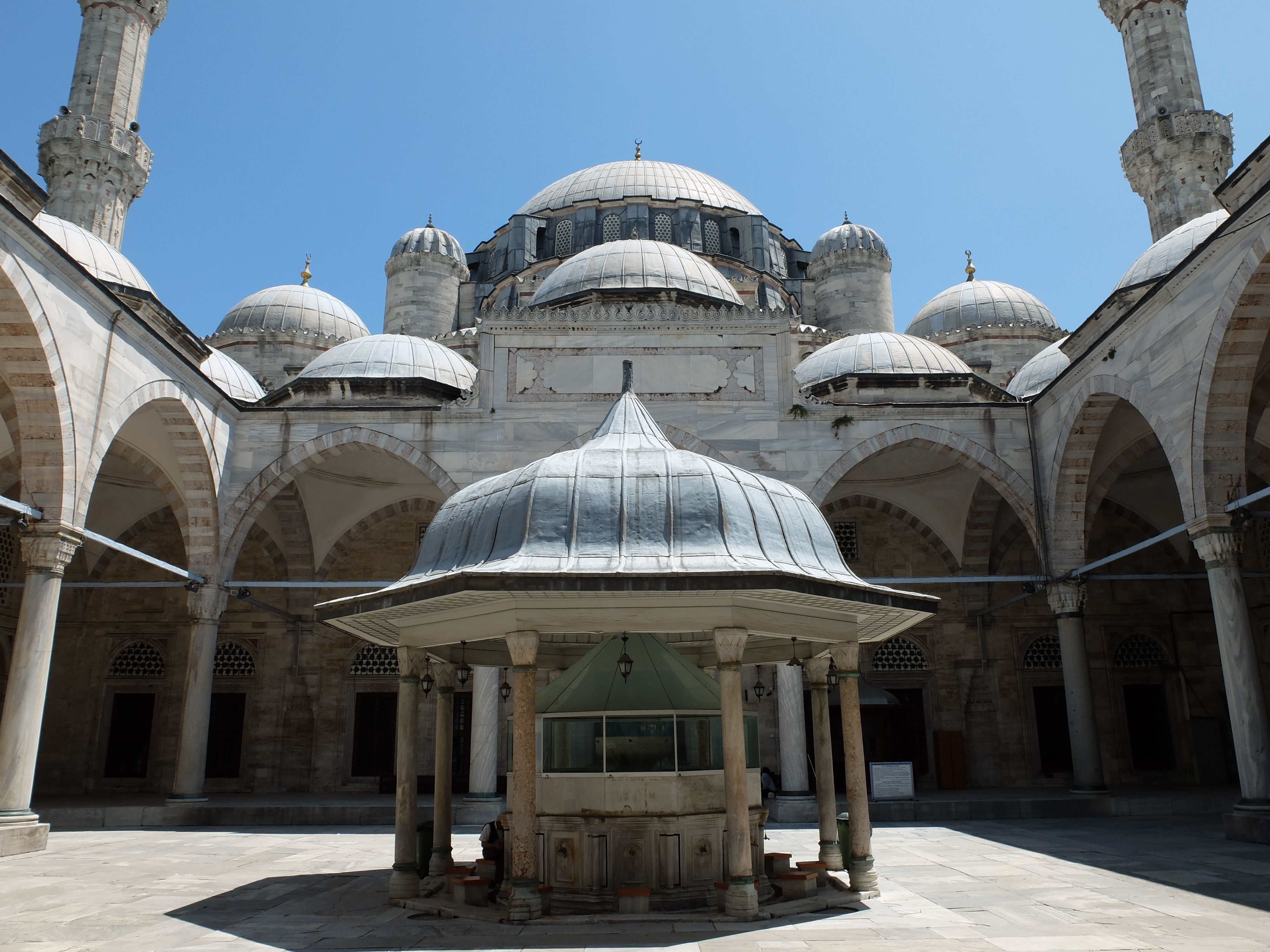
Dziedziniec z szadirwanem (2016)
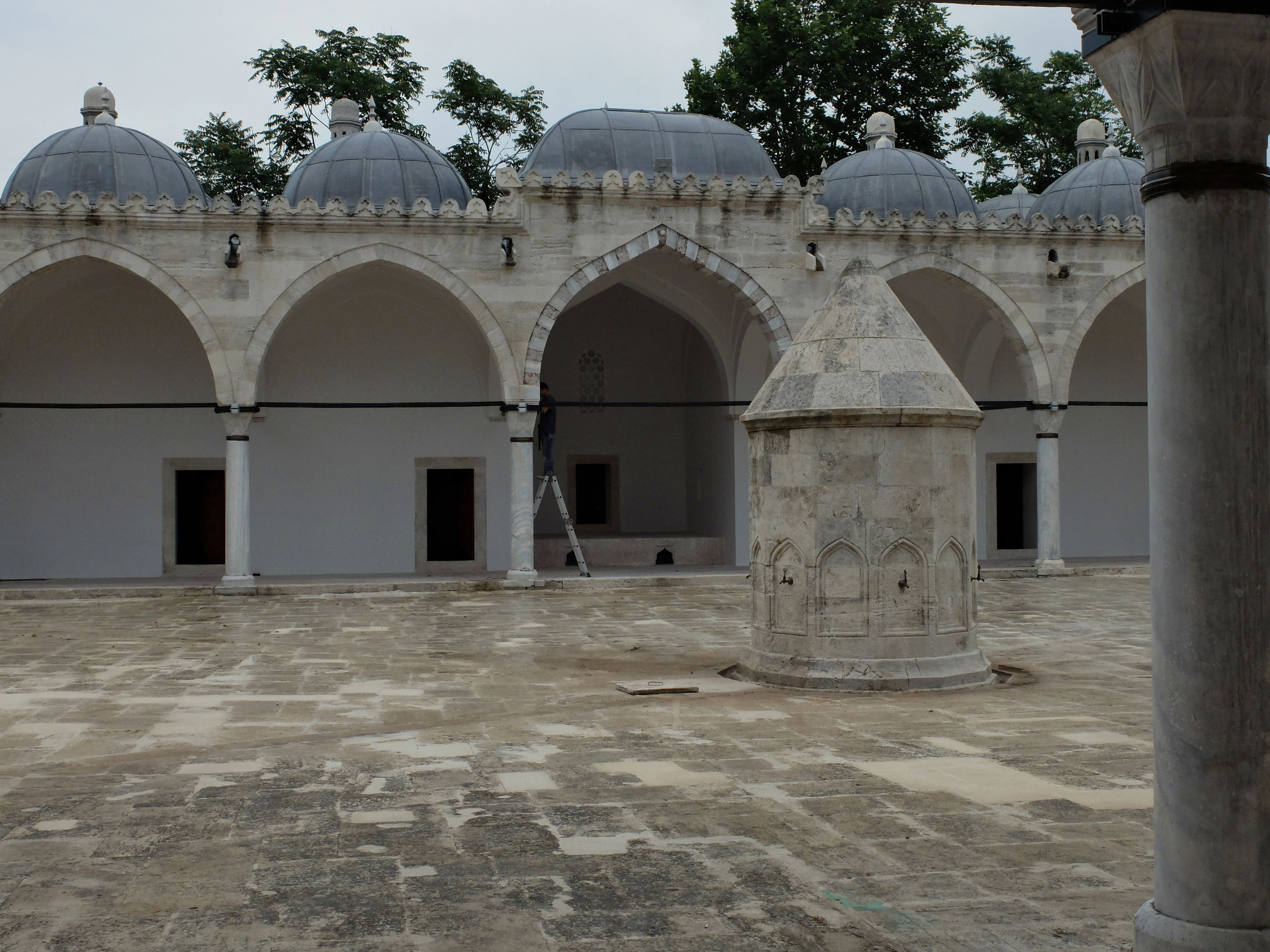
Medresa (2016)
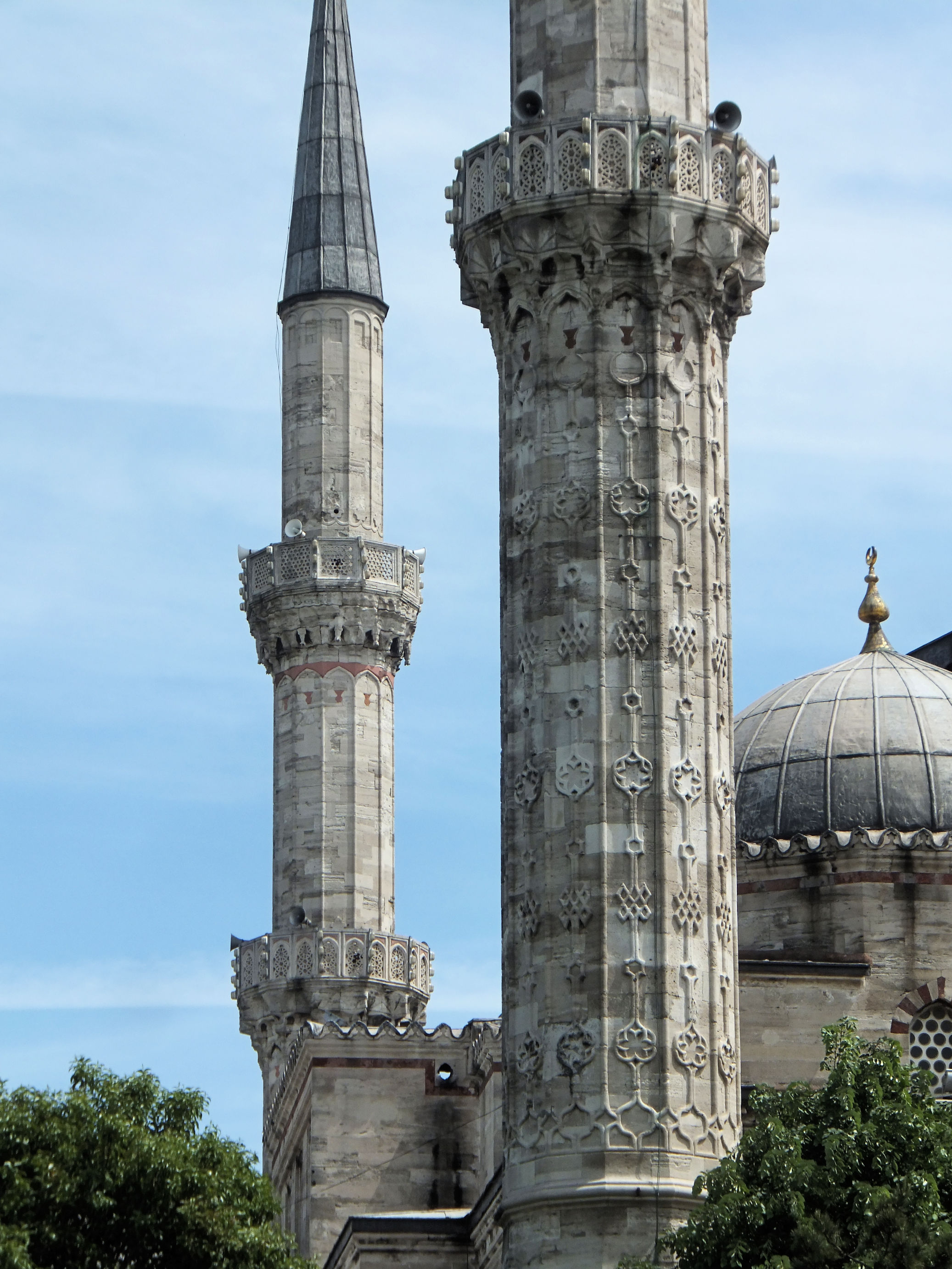
Minarety (2014)
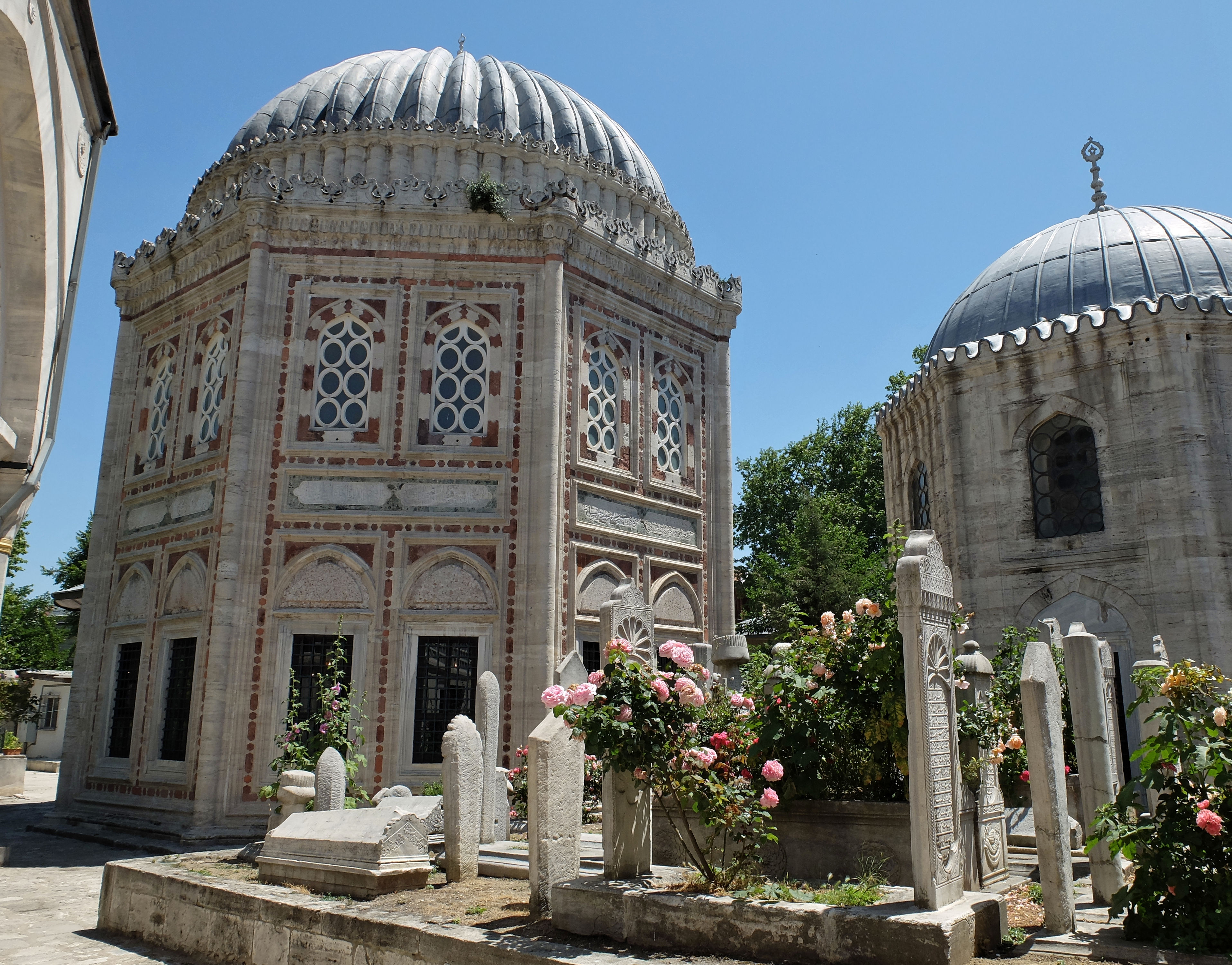
Türbe księcia Mehmeda (z lewej) i cmentarz przy meczecie (2016)